# Гіла біла
Гіла біла (Melanerpes candidus) — невеликий південноамериканський дятел. 

## Таксономія
Вперше вид був описаний у 1796 році німецьким натуралістом Бернхардом Крістіаном Отто. Типове місцезнаходження — Каєнна. Іноді цього птаха виділяють у окремий монотиповий рід Leuconerpes, однак він морфологічно набагато ближчий до птахів роду Гіла (Melanerpes). Не має підвидів.

## Опис

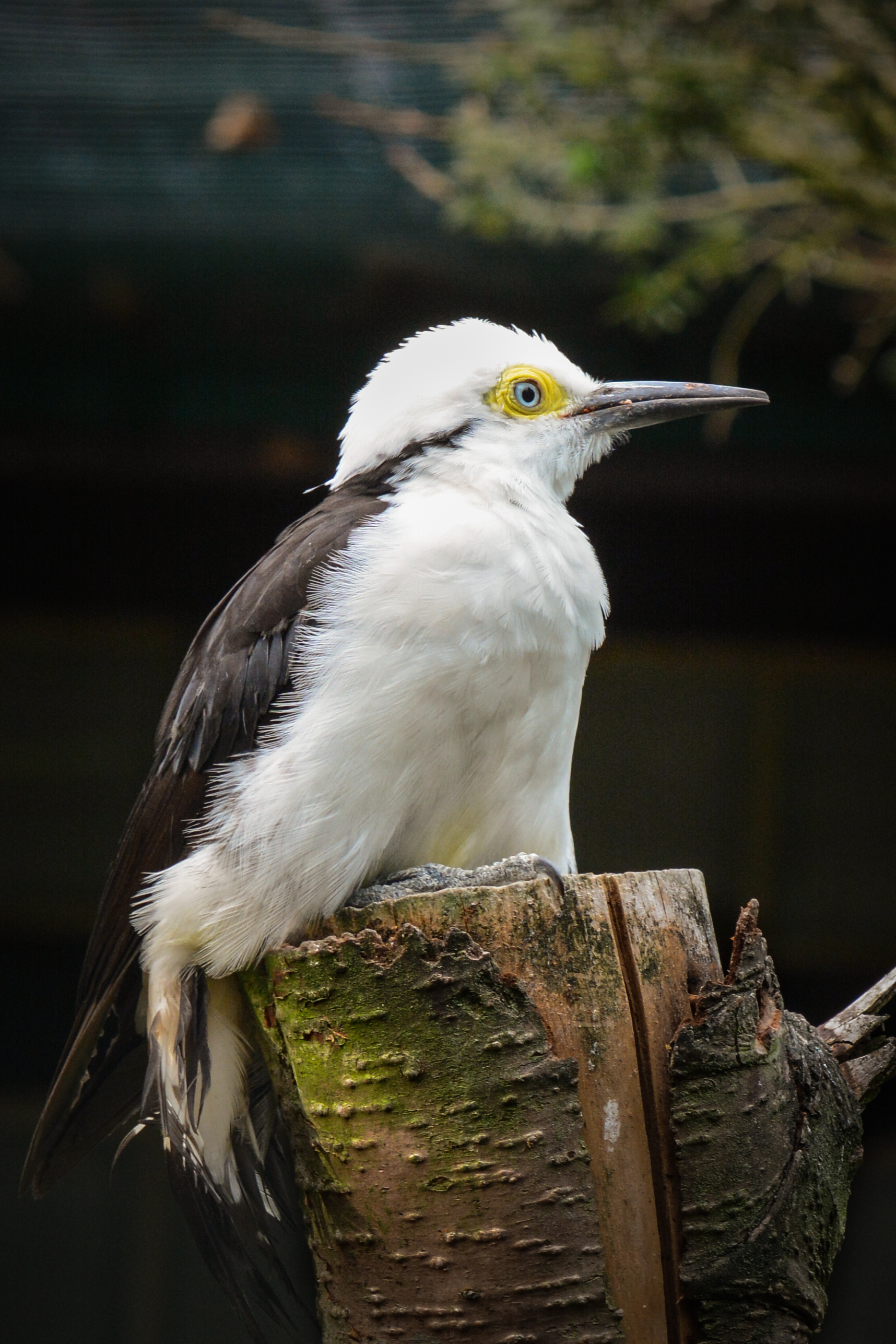
Біла гіла в Weltvogelpark Walsrode, Німеччина

Довжина білої гіли становить 24—29 см, вага 98—136 г. Дзьоб загострений, долотоподібний, сірого кольору, світліший біля основи. Колір птаха доволі сильно виділяє його серед інших представників роду: він білого кольору, з чорними крилами і жовтими шкіряними кільцями навколо очей. Махові пера темно-бурі, від ока до спини веде чорна смуга. На голові самця білі пера з золотавим відтінком; такий же відтінок іноді буває у пір'я на животі.
У молодих птахів шкіряні кільця навколо очей сірі. їхні пера більш коричнюваті і менш блискучі, ніж у дорослих птахів.
Цей вид дятлів майже ніколи не видає барабанний дріб, однак часто видає гучні і різкі трелі, схожі на вигуки деяких крячків.

## Поширення
Біла гіла широко поширена в Південній Америці на схід від Анд. Її ареал простягається від Суринаму і Французької Гвіани через більшу частину Бразилії до південно-східного Перу, Болівії, Парагваю, Уругваю і північної Аргентини. Вона мешкає на висоті до 2000 м над рівнем моря. Не мігрує, однак схильна до перельотів на невеликі відстані. Мешкає на узліссях, у відкритих сухих лісах, саванах, порослих деревами, чагарниках, фруктових садах, парках і мангрових заростях. Може мешкати у передмістях.

## Раціон
Здебільшого птах харчується соковитими плодами, а також насінням і медом. Це один з небагатьох дятлів, що розорює бджолині гнізда, щоб дістати личинок і мед. У пошуках їжі птах здатен долати значні відстані. Білі гіли часто об'єднуються зі зграї по 5–8 птахів, до яких долучаються й інші птахи, зокрема деколи.

## Розмноження
Про розмноження птахів цього виду відомо небагато. Вони гніздяться в у вересні-листопаді, в кладці 3–4 яйця. Пташенята починають самостійно літати приблизно на 36 день після вилуплення.

## Збереження
Це численний і поширений вид птахів. МСОП вважає його таким, що не потребує особливих заходів зі збереження. Схоже, що популяція птаха зростає і ареал поступово шириться на південь.